# Вертикальное соглашение
Вертикальное соглашение (англ. vertical agreement) — соглашение между хозяйствующими субъектами, один из которых приобретает товар, а другой продаёт товар.

## Определение
Согласно Федеральному закону «О защите конкуренции» вертикальное соглашение — это соглашение между хозяйствующими субъектами, один из которых приобретает товар, а другой предоставляет (продаёт) товар.
По мнению ряда экономистов вертикальное соглашение — это соглашение между компаниями, находящимися на различных уровнях в цепи производства и реализации товара (например, между производителем и оптовыми продавцами, оптовыми и розничными продавцами, производителем и розничными продавцам).
Вертикальное соглашение в отличие от горизонтального соглашения (например,  картельного сговора) заключается между хозяйствующими субъектами, реализующими взаимодополняющие товары, а не конкурирующие товары. Вертикальные соглашения могут оказывать больше положительного влияния на конкуренцию по сравнению с горизонтальными соглашениями.

## Вертикальные соглашения в Российской Федерации

### Антимонопольное законодательство
Согласно статье 4 ФЗ «О защите конкуренции» вертикальное соглашение не является координацией экономической деятельности хозяйствующих субъектов, то есть согласованием действий хозяйствующих субъектов третьим лицом, не входящим в одну группу лиц ни с одним из таких хозяйствующих субъектов и не осуществляющим деятельности на товарном рынке.
Однако, согласно статье 14.32. КоАП РФ заключение хозяйствующим субъектом недопустимого вертикального соглашения влечёт наложение административного штрафа на должностных лиц в размере до 30 тысяч рублей или дисквалификацию на срок до 1 года; на юридических лиц — до 0,05% размера суммы выручки правонарушителя, но не менее 100 тысяч рублей.
Президиум ФАС России от 17 февраля 2016 года дал разъяснения: соглашение между производителем и покупателем-дистрибьютором следует относить к "вертикальным соглашениям", если стороны реализуют товары в одних и тех же границах товарного рынка, и не занимается изготовлением взаимозаменяемой продукции, а также при продаже дистрибьютором взаимозаменяемых вещей от разных производителей. Включение в "вертикальное соглашение" условия о минимальных либо фиксированных ценах может рассматриваться в качестве нарушения Закона о защите конкуренции при условии, что доля рынка хотя бы одного из хозяйствующих субъектов, участвующих в соглашении, превышает 20%. В качестве допустимых "вертикальных соглашений" могут быть признаны дилерские договоры между автопроизводителями и официальными дилерами, разработанного Комитетом автопроизводителей Ассоциации Европейского Бизнеса и согласованного с ФАС России. Участникам не следует устанавливать для официальных дилеров фиксированные цены перепродажи на реализуемую автомобильную продукцию, а также стоимость нормо-часа при выполнении негарантийного ремонта. Исключением являются лишь случаи установления максимальных цен перепродажи.